# News23
《news23》（news23、ニュース・ツースリー）是日本TBS電視台自1989年10月2日開始，於夜間11:00播出的新聞節目。

## 概述
節目最初以主持人筑紫哲也冠名，名為《筑紫哲也 NEWS23》（筑紫哲也 NEWS23、ちくしてつや ニュース・ツースリー）。後因筑紫入院治療，該節目在2007年12月改由後藤謙次主持，並自2008年3月31日開始更名為《NEWS23》。2010年至2013年，該節目一度更名為《NEWS23X》。2013年4月之後，節目名稱恢復為《NEWS23》。2019年6月之後，該節目標題改為小寫的《news23》。

## 播出時間
全為日本標準時間。
| 期間          | 期間          | 週一                        | 週二 - 週四                 | 週五                        |
| ------------- | ------------- | --------------------------- | --------------------------- | --------------------------- |
| 2008年3月31日 | 2008年9月26日 | 22:54 - 0:25（91分）        | 22:54 - 23:50（56分）       | 23:30 - 0:35（65分）        |
| 2008年9月29日 | 2009年3月27日 | 23:00 - 23:54（54分）       | 23:00 - 23:54（54分）       | 23:30 - 0:35（65分）        |
| 2009年3月30日 | 2010年3月26日 | 23:00 - 23:30（30分）       | 23:00 - 23:30（30分）       | 23:30 - 23:59（29分）       |
| 2010年3月29日 | 2013年3月29日 | 以《NEWS23X》為節目名稱播出 | 以《NEWS23X》為節目名稱播出 | 以《NEWS23X》為節目名稱播出 |
| 2013年4月1日  | 2016年3月25日 | 22:54 - 23:53（59分）       | 22:54 - 23:53（59分）       | 23:30 - 0:15（45分）        |
| 2016年3月28日 | 2017年3月31日 | 23:00 - 0:10（70分）        | 23:00 - 0:10（70分）        | 23:30 - 0:15（45分）        |
| 2017年4月3日  | 2018年3月30日 | 23:00 - 23:56（56分）       | 23:00 - 23:56（56分）       | 23:30 - 0:15（45分）        |
| 2018年4月2日  | 2019年4月26日 | 23:10 - 23:56（46分）       | 23:10 - 23:56（46分）       | 23:30 - 0:15（45分）        |
| 2019年4月29日 | 2022年3月31日 | 23:00 - 23:56（56分）       | 23:00 - 23:56（56分）       | 23:30 - 0:15（45分）        |
| 2022年4月1日  | 2023年3月31日 | 23:00 - 23:56（56分）       | 23:00 - 23:56（56分）       | 23:30 - 0:20（50分）        |
| 2023年4月3日  | 現在          | 23:00 - 23:56（56分）       | 23:00 - 23:56（56分）       | 23:58 - 0:48（50分）        |

雖然本節目止於週一至週五5日間播出，但由於週五的播出時間會跨越至週六凌晨，也因此實際上唯一未播出此節目的日子為週日。
有時節目會因為播出戲劇、綜藝節目、體育賽事直播等節目延長播出時間或因為採用特殊節目編成而進行調整。
自節目開播時，於12月25日至1月4日間節目會因為年末年始與採用特殊節目編成的緣故而暫停播出，並會於23時或隔日0時時段時播出10分鐘的《JNN新聞》（2009年末至2010年始為10分鐘的《THE NEWS》）作為本節目的替代節目。此外，同樣於轉播奧運與世界田徑選手權大賽等體育賽事時，若轉播時間因時差關係重疊於夜間與早晨時段時，本節目亦會暫停播出，並播出來自此節目攝影棚播出的新聞作為本節目的替代節目。

### 因特別報導等因素而延長播出時間的案例
- 2008年9月1日：福田康夫首相辭職
  - 《週一黃金（日语：月曜ゴールデン）》節目播出中斷，並播出特別報導。
- 2015年8月25日、8月27日
  - 因直播《2015年世界田徑選手權大賽（日语：2015年世界陸上競技選手権大会）》而採用特殊節目編成，節目提早自22:30開始播出。但該日提前播出的時間內播出有關該賽事的相關新聞與特集，一般的新聞於23:00左右開始播出。
- 2016年4月14日：熊本地震（前震）
  - 當天21:26左右熊本縣發生最大震度7級的地震，當時播出的《櫻井・有吉 THE夜会（日语：櫻井・有吉 THE夜会）2小時特集》途中中斷，並播出形式與本節目相同的特別報導節目[註 1]。雖然此節目的名稱為「JNN特別報導」，但若將此節目視為本節目的延長版本，則播出時間為4月14日21:30左右至4月15日5:25為止約8小時[註 2]。

## 備註